# Chevening House

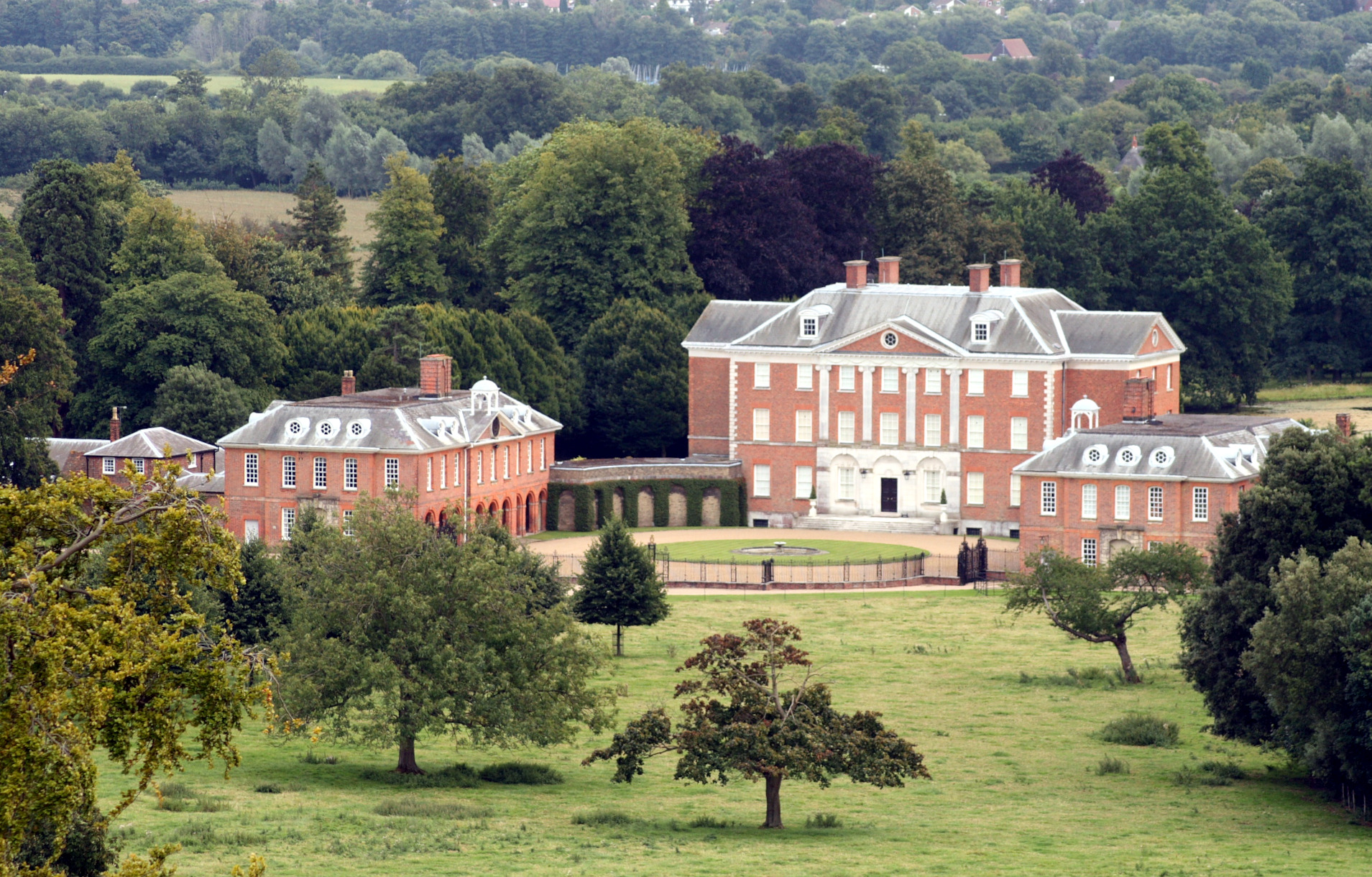
Ansicht des Gebäudekomplexes

Chevening House (Aussprache: /ˈtʃiːvnɪŋ/), oft auch nur in der Kurzform Chevening, ist ein Landschloss in der englischen Grafschaft Kent. Das mittlere Haupthaus entstand in der ersten Hälfte des 17. Jahrhunderts, dessen Fassade und die flankierenden Seitengebäude im 18. Jahrhundert. Möglicherweise war das Haupthaus eine Arbeit von Inigo Jones. Das Gebäude hat keine offizielle Funktion, steht jedoch dem britischen Außenminister zur Verfügung.

## Lage

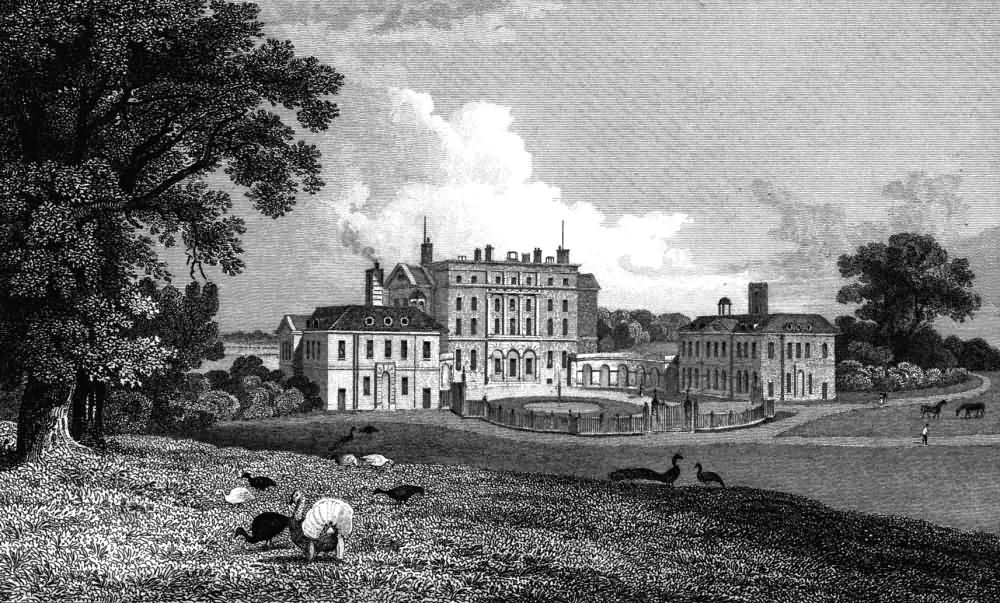
Chevening House auf einem Stich 1830

Der Gebäudekomplex liegt in ländlicher Gegend im westlichen Kent etwa fünf Kilometer nordwestlich des Stadtzentrums von Sevenoaks, aber noch innerhalb des Londoner Autobahnrings an der südlich tangierenden M25 bzw. M26 östlich. Es ist umgeben vom 1400 Hektar großen Chevening Park mit einigen, teilweise barocken Gärten und Anlagen. Im Park befindet sich die sogenannte Chatham Vase, ein urnenförmig gearbeitetes Denkmal für William Pitt den Jüngeren.

## Geschichte und Baugeschichte
Das Haupthaus wurde auf den Mauern eines elisabethanischen Vorgängerbaus für Richard Lennard, 13. Baron Dacre gebaut, der 1630 starb. Es gibt starke Indizien, dass das Gebäude von Inigo Jones stammt; so nennt Colen Campbell in seinem 1717 erschienenen Vitruvius Britannicus das Gebäude ausdrücklich als von Jones entworfen. Auch aufgrund eines anderen, sehr ähnlichen und in der Nähe befindlichen Gebäudes, das 1633 fertiggestellt wurde, kann auf die Zeit und den Architekturstil Jones’ geschlossen werden. Wenn das zuträfe, wäre das Gebäude eines der ersten Beispiele für den englischen Palladianismus. Es ist von der Anmutung eher unpalladianisch, was aber nicht gegen eine mögliche Zuschreibung an Jones spricht: Zum einen wurden die Fassaden nachträglich verändert und zum anderen arbeitete Jones selbst – beispielsweise beim Bau des Newmarkt Palace – noch eher konventionell. 
James Stanhope, 1. Earl Stanhope kaufte das Gebäude und die Ländereien 1715 und begann ab 1717 mit dem Anbau der beiden Seitengebäude und dem Bau der konkaven Verbindungselemente. Sein ausführender Architekt war Thomas Fort. James Wyatt veränderte die Fassade des Mittelgebäudes etwa zwischen 1786 und 1796 im Auftrag von Charles Stanhope, 3. Earl Stanhope. 
James Stanhope, 7. Earl Stanhope überließ das Haus samt seiner Ausstattung testamentarisch dem Vereinigten Königreich. Ein britisches Gesetz, der Chevening Estate Act legt fest, wer im Haus residieren darf. Beinahe hätte es dem heutigen König, Charles III., während seiner Zeit als Prince of Wales als Wohnsitz gedient. Er besuchte es einige Male, doch fand er seine Lage im Südosten von London aufgrund des meist hohen Verkehrsaufkommens ungünstig, von Windsor Castle und den Ländereien des Prince of Wales (der Duchy of Cornwall) aus gesehen in falscher Richtung, vor allem aber störte ihn, dass jegliche Veränderungen, die er im Haus und bei der Parkgestaltung hätte vornehmen wollen, von der Zustimmung eines board of trustees (einer Art Verwaltungskommission) abhängig gewesen wären. 
Chevening House geriet Ende April 2023 erneut in den Fokus nicht nur der britischen Öffentlichkeit, als durch Presseberichte bekannt wurde, dass die britische Regierung der konservativen Politikerin Liz Truss für deren Nutzung des Landsitzes zur Vorbereitung auf ihre 49-Tage-Amtszeit als Premierministerin eine Rechnung von über 12.000 Pfund zustellte.

## Äußeres
Blickfang des Äußeren ist die Fassade des Haupthauses. Sie ist, wie der gesamte Gebäudekomplex, aus unverputztem Ziegelmauerwerk ausgeführt, dem Gebäudeinneren folgend dreigeschossig angelegt. Die mittleren drei Achsen werden in den beiden Obergeschossen von Pilastern nach Ionischer Ordnung aus Stuck zusätzlich betont, woraus sich, in der eigentlich ebenen Fassade, die Wirkung eines Mittelrisalits ergibt. Gleichwohl gilt die ausgeführte Fassade als „wenig sehenswert“. Im Untergeschoss sind das Portal und die flankierenden Fenster von Rundbögen mit Schlussstein überfangen, dieser Teil der Fassade ist zusätzlich mit scheinbarem Steinmauerwerk verziert, tatsächlich bestehen die Polsterquader aus Keramikfliesen. Die mittleren Achsen werden durch den einfachen Dreiecksgiebel mit Rundfenster zusätzlich betont. Das Dach wurde etwa 1776/77 um etwas über drei Meter erhöht. Die Fassadenkanten sind mit Eckquaderung ausgeführt. Die Fassaden der Seitengebäude haben im Untergeschoss zum Hof hin Arkadenbögen, bei ihnen sind die Mittelrisalite tatsächlich hervortretend erbaut. Der Vorhof wird von einem moderneren Gitterbogen mit durchaus bemerkenswerten Toren eingefasst.

## Inneres
Der Gebäudekomplex verfügt über insgesamt 115 Zimmer, die Inneneinrichtung entstammt überwiegend der ersten Hälfte des 18. Jahrhunderts. Erwähnenswert ist zunächst der Keller des Haupthauses. Die tragende Wand des mittleren Kellers war einst die Fassade des elisabethanischen Hauses. Zu beiden Seiten dieses Raumes liegen zwei fast quadratische Nebengelasse, auch hier sind die zentralen Pfeiler mit den Rippengewölben zweifelsfrei spätgotisch. Im Erdgeschoss ist das Treppenhaus bemerkenswert, eine Arbeit von Nicholas Dubois von 1721. Die Wendeltreppe führt in zwei vollen Umdrehungen über zwei Stockwerke, sie wird an den Wänden von Säulchen nach Kompositordnung flankiert. Die Vertäfelungen der Halle und des Dining Rooms sind älteren Datums. Im Dining Room, er erstreckt sich über die gesamte Südseite des Haupthauses, wird die Vertäfelung von Pilastern korinthischer Ordnung gegliedert. Der Salon westlich davon ist eine Arbeit von William Young aus dem späten 19. Jahrhundert. Im ersten Stock liegt der Tapestry Room. Er enthält Tapisserien aus Beauvais, die zu den feinsten ihrer Art gehören und noch zur Zeit des ersten Earls Stanhope im frühen 17. Jahrhundert gearbeitet wurden.